# 영암 금강리 금산 고분군
영암 금강리 금산 고분군(靈巖 錦江里 錦山 古墳群)은 대한민국 전라남도 영암군 덕진면에 있는 고분군이다. 2001년 9월 27일 전라남도의 기념물 제191호로 지정되었다.

## 개요
금성산에서 남쪽으로 흘러내린 산줄기가 다시 높아지면서 독립구릉의 정상부를 형성하는데 고분은 여기에 위치하고 있다. 고분군이 있는 독립구릉은 북쪽은 급경사를 이루고 남쪽은 완만하게 내려오는데 1호분은 구릉의 정상부에 있고 서북쪽으로 조금 떨어져서 2호분이 자리하고 있다.
1호분은 주변 지역이 밭으로 개간되고 고분 입구에 단풍나무가 심어져 있는 것으로 보아 변형이 있는 것으로 생각되지만 심하지는 않고 비교적 그 형태가 잘 남아 있다. 마을 주민들에 의하면 둥근 형태의 이 고분에 돌방무덤이 있었는데 3∼4명이 들어갈 정도로 규모가 큰 것이었다고 한다. 2호분은 1호분의 서북쪽에 있으며 원형을 하고 있다.

## 참고 자료
- 영암금강리금산고분군 - 국가유산청 국가유산포털